# Чалета-Цар, Дуе
Дуе Чалета-Цар (хорв. Duje Ćaleta-Car; родился 17 сентября 1996 года, Шибеник) — хорватский футболист, защитник французского «Олимпик Лион», и сборной Хорватии. Серебряный призёр чемпионата мира 2018 года в России и участник чемпионата Европы 2020.

## Клубная карьера

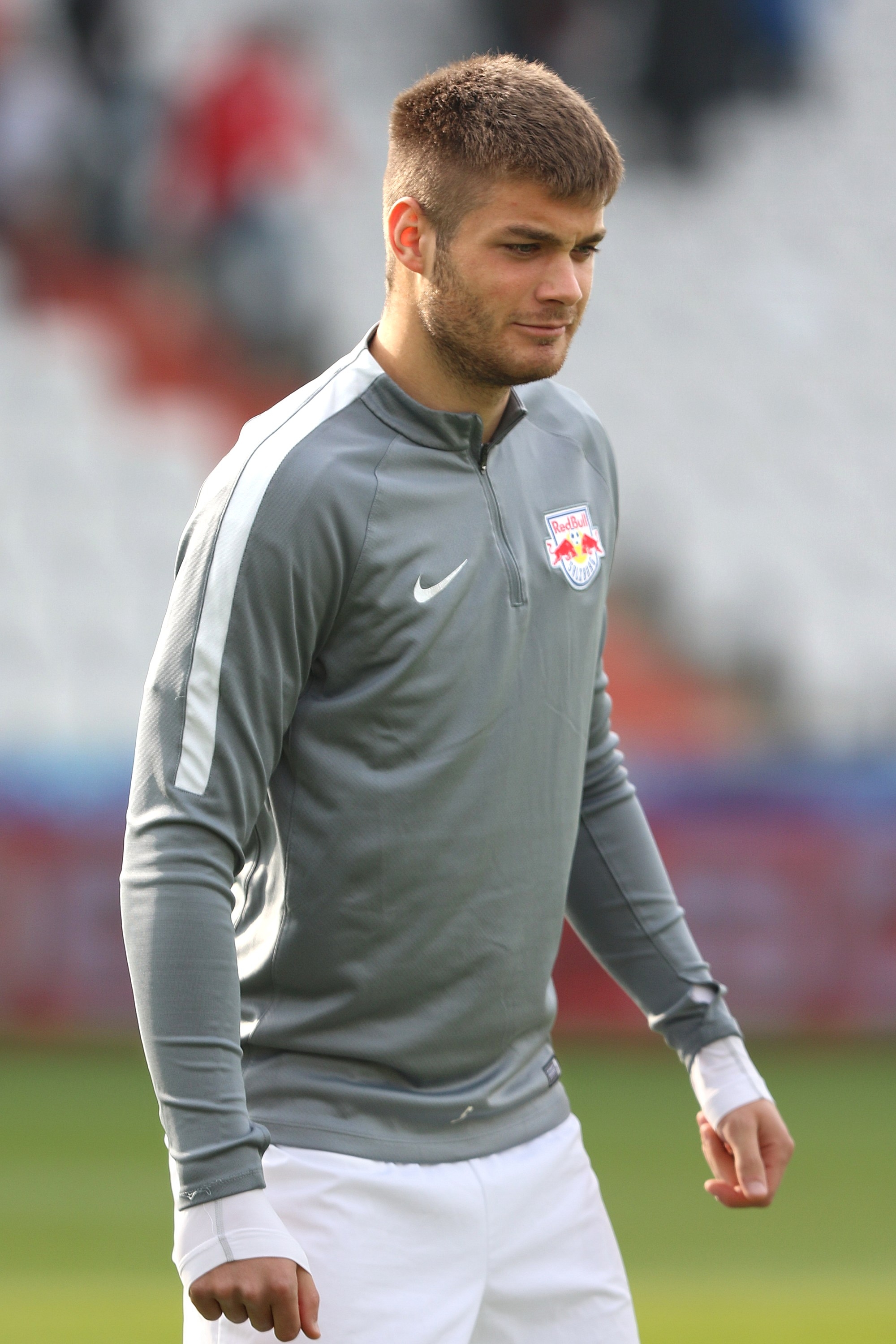
Чалета-Цар в составе «Ред-Булла»

Чалета-Цар — воспитанник клуба «Шибеник» из своего родного города. 18 августа 2012 года в матче против «Радник Сесвете» он дебютировал во втором дивизионе Хорватии. Летом 2013 года Дуе перешёл в австрийский «Пашинг», в составе которого сезон отыграл в австрийской региональное лиге.
Летом 2014 года Чалета-Цар перешёл в «Лиферинг», фарм-клуба зальцбургского «Ред Булла». 25 июля в матче против «Флоридшдорфера» он дебютировал в первой австрийской лиге. В начале 2015 года Дуе попал в заявку «Ред Булла» на чемпионат. 14 февраля в матче против «Винер-Нойштадт» он дебютировал в австрийской Бундеслиге. В том же году Чалета-Цар стал чемпионом и обладателем Кубка Австрии. В 2017 году он вновь выиграл чемпионат.
Летом 2018 года Чалета-Цар перешёл в марсельский «Олимпик». Сумма трансфера составила 19 млн евро. В матче против «Нима» он дебютировал в Лиге 1. 29 сентября 2019 года в поединке против «Ренна» Дуже забил свой первый гол за «Олимпик».
Сезон 2022/23 начал в составе «Марселя» (сыграл 1 матч против «Нанта»), однако в последний день летнего трансферного окна, 1 сентября 2022 года, перешёл в клуб английского «Саутгемптон», заключив четырёхлетний контракт. Сумма трансфера составила 10 млн евро. 1 октября в матче против «Эвертона» он дебютировал в английской Премьер-лиге. 21 апреля 2023 года в поединке против лондонского «Арсенала» Дуе забил свой первый гол за «Саутгемптон». 

## Карьера в сборной

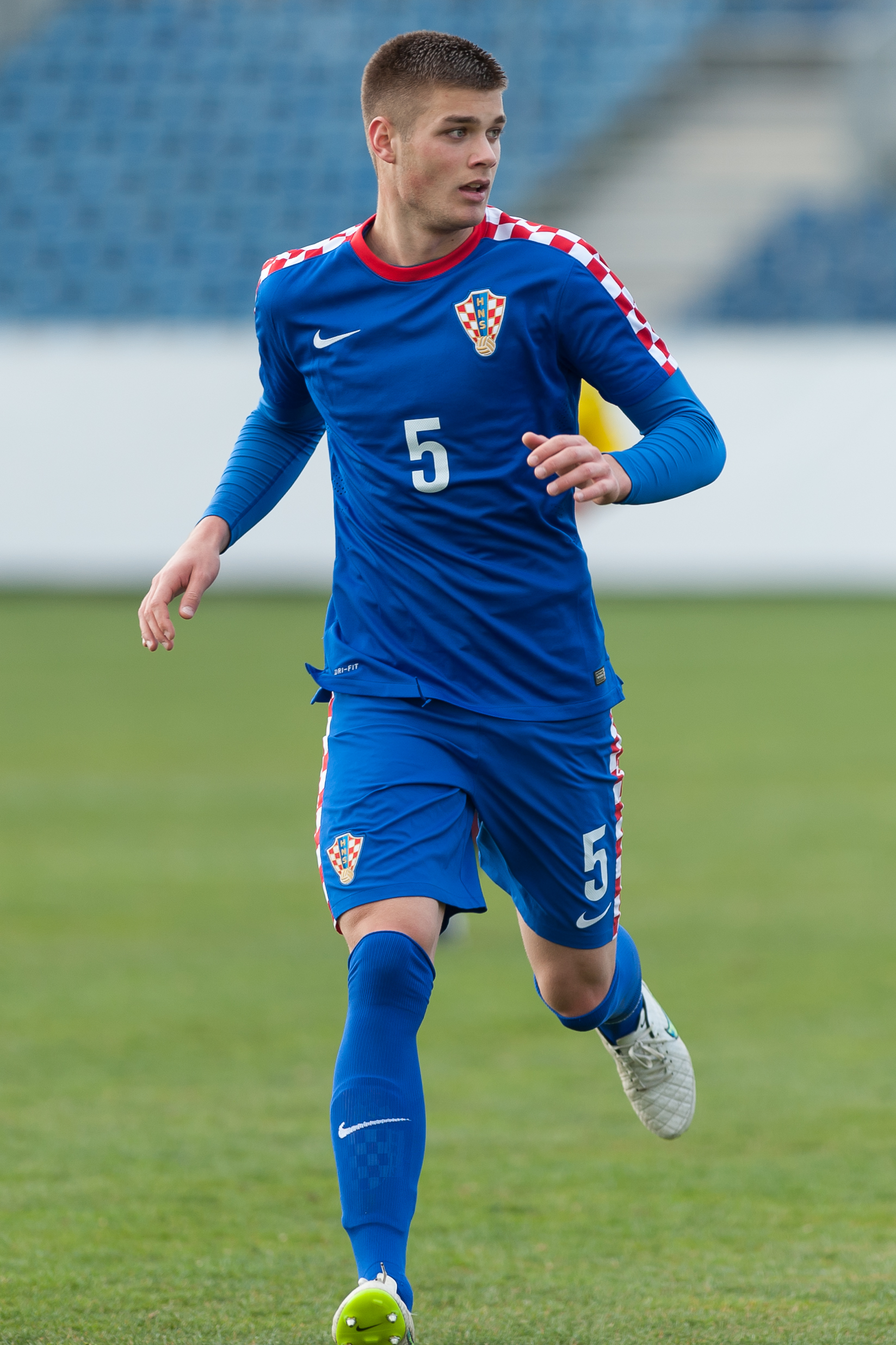
Чалета-Цар в составе молодёжной сборной Хорватии

В 2013 году Чалета-Цар в составе юношеской сборной Хорватии принял участие в юношеском чемпионате Европы в Словакии. На турнире он сыграл в матчах против команд Италии, России и Украины. В том же году Дуе поехал на юношеский чемпионат мира в ОАЭ. На турнире он сыграл в матчах против Марокко, Панамы и Узбекистана. В поединке против марокканцев Чалета-Цар забил гол.
3 июня 2018 года в товарищеском матче против сборной Бразилии Чалета-Цар дебютировал за сборную Хорватии, заменив во втором тайме Ведрана Чорлуку. В 2018 году Чалета-Цар в составе национальной команды Хорватии стал серебряным призёром чемпионате мира в России. На турнире он сыграл в матче против сборной Исландии.
В 2021 году Чалета-Цар принял участие в чемпионате Европы. На турнире он сыграл в матчах против сборных Англии и Испании. 11 ноября в отборочном матче чемпионата мира 2022 против сборной Мальты Дуе забил свой первый гол за национальную команду.

### Голы за сборную Хорватии
| # | Дата           | Место                                 | Противник | Счёт | Результат | Соревнование                     |
| - | -------------- | ------------------------------------- | --------- | ---- | --------- | -------------------------------- |
| 1 | 11 ноября 2021 | Национальный стадион, Та-Кали, Мальта | Мальта    | 0:2  | 1:7       | Чемпионат мира 2022 квалификация |

## Достижения
Командные
«Ред Булл» Зальцбург
- Чемпион Австрии (4): 2014/15, 2015/16, 2016/17, 2017/18
- Обладатель Кубка Австрии (3): 2014/15, 2015/16, 2016/17

Международные
Сборная Хорватии
- Вице-чемпион мира: 2018

Личные
- Орден Князя Бранимира: 2018[23]